# La Juge Beaulieu

La Juge Beaulieu est un téléfilm français réalisé par Joyce Buñuel en 2000. Il dure 85 minutes.

## Synopsis
Passionnée par son métier de juge d'instruction, Sophie Beaulieu a du mal à concilier sa vie professionnelle et sa vie familiale. Son mari Pierre et son fils Sébastien lui reprochent d'ailleurs assez souvent ses absences. Un jour, son travail la mène dans une cave où la police a découvert le cadavre atrocement meurtri d'un adolescent. Sur les lieux, elle retrouve le commandant Etcheverry. Sophie relie ce meurtre à deux autres assassinats d'enfants et pense qu'ils sont le fait d'un même individu, Jean-Patrick Allard. Etcheverry et le procureur Verrisoy se montrent plutôt réticents à cette thèse. Quelques jours plus tard, la police arrête cet homme, qui a été aperçu non loin de l'endroit où l'adolescent a été assassiné. Mais encore une fois, Allard a un alibi inattaquable et est relâché. Peu de temps après, Sophie conduit Sébastien à l'école au matin. L'après-midi même, elle est appelée à l'hôpital: son fils est entré dans un coma cérébral irréversible, à la suite d'un choc accidentel reçu à la tête. La médecine ne peut plus rien pour lui. Sophie refuse l'euthanasie. Mais après une nuit terrible, elle accepte d'abréger sa souffrance. Pareille décision la fait sombrer dans une torpeur. Durant des jours, réfugiée dans une chambre d'hôtel minable, Sophie Beaulieu atteindra les limites de la folie et du suicide. Pendant ce temps, la police découvre que la mort de Sébastien n'est pas accidentelle. Sophie reçoit la nouvelle avec impuissance. Elle reprendra cependant son travail au Palais de Justice, à la grande surprise de son entourage. Avec l'aide de la police, Sophie découvre qu'Allard, qui a avoué les trois meurtres, ne peut les avoir commis. Pressentant le fait que des morceaux de la vérité lui échappent encore, Sophie Beaulieu continuera ses recherches, jusqu'au moment où elle apprendra que Sébastien est mort à cause du «Cercle».

## Distribution
- Isabel Otero : Sophie
- Jean Benguigui : Etcheverry
- Bruno Todeschini : Pierre
- Vincent Garanger : Allard
- Quentin Bertrand : Guillaume
- Antoine Blanqufort : Langeais
- Joëlle Bobbio : Madame Champraud
- Hugues Boucher : Darrieu
- Sylvain Corthay : Verissoy
- Erwan Demaure : Emmanuel Chauvet
- Niels Dubost : Moureaux
- Jean-Pierre Gerardin : Marsal
- Fethi Grid : Driss
- Julien Jacques : Louis Verissoy
- Daniel Jean-Colloredo : Brignoles
- Marie-Charlotte Leclaire : Nelly
- Marie-Hélène Lentini : Elodie
- Annie Mercier : La patronne de l'hôtel
- Réda Mohammadi : Sébastien
- Thierry Monfray : François Chauvet
- Jean-François Prevand : Debannes
- Serge Ridoux : Le médecin légiste
- Rémy Roubakha : Philippe Champraud
- Marc Samuel : Pr. Azoulay
- Nicolas Scellier : Lionel Champraud
- Marie-Laurence Tartas : Sylvette Menu
- Franck Aoust : Le petit homme
- Jean-Michel David : L'employé des pompes funèbres
- Manu Booz : Le proviseur
- Stéphane Couprit : L'infirmière
- Gilles Détroit : Le garde forestier

## Récompense
- Meilleure comédienne pour Isabel Otero au Festival de la fiction TV de Saint-Tropez 2000[1]